# Close Harmony
Close Harmony é um filme-documentário em curta-metragem estadunidense de 1981 dirigido e escrito por Nigel Noble. Venceu o Oscar de melhor documentário de curta-metragem na edição de 1982.